# ISO 3166-2:NF

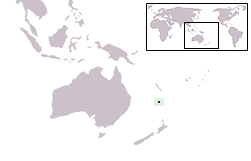
موقعیت جغرافیایی جزیره نورفک

کد ISO 3166-2:NF بخشی از استاندارد ایزو ۳۱۶۶ برای کشور جزیره نورفک است که توسط سازمان بین‌المللی استانداردسازی ISO تنظیم شده‌است این سازمان، کدهای استاندارد را برای تقسیمات کشوری (ایالت‌ها یا استان‌های) کشورهای فهرست شده در استاندارد ایزو ۳۱۶۶-۱ تعریف می‌کند.
هر کد شامل دو بخش می‌گردد که توسط علامت - جدا می‌گردند.
- بخش نخست NF که در ایزو ۳۱۶۶-۱ آلفا-۲ کد کشور جزیره نورفک است.
- بخش دوم شامل یک یا دو یا سه حرف است که بیان کننده استان یا ایالت کشور جزیره نورفک می‌باشد.